# Ptychodesthes
Ptychodesthes är ett släkte av skalbaggar. Ptychodesthes ingår i familjen Cetoniidae.
Kladogram enligt Catalogue of Life:
| Ptychodesthes | \| \| Ptychodesthes alternata \| \| \| \| \| \| Ptychodesthes bicostata \| \| \| \| \| \| Ptychodesthes gratiosa \| \| \| \| \| \| Ptychodesthes schenklingi \| \| \| \| |
|               | \| \| Ptychodesthes alternata \| \| \| \| \| \| Ptychodesthes bicostata \| \| \| \| \| \| Ptychodesthes gratiosa \| \| \| \| \| \| Ptychodesthes schenklingi \| \| \| \| |
|               | Ptychodesthes alternata |
|               | |
|               | Ptychodesthes bicostata |
|               | |
|               | Ptychodesthes gratiosa |
|               | |
|               | Ptychodesthes schenklingi |
|               | |